# Andrea Chimenti
Andrea Chimenti (Reggio Emilia, 28 luglio 1959) è un cantautore italiano.

## Biografia
Inizia il suo percorso musicale nel 1983 con i Moda, con i quali realizza tre album: “Bandiera", "Canto pagano" e "Senza rumore” (prodotti da IRA). Quando nel 1989 i Moda si sciolgono, Chimenti inizia la carriera da solista: nel 1992 realizza il suo primo album “La maschera del Corvo Nero” insieme a Gianni Maroccolo e Francesco Magnelli. Con essi e Antonio Aiazzi dei Litfiba, collabora poi creando la colonna sonora dello spettacolo teatrale Chaka. L'opera viene pubblicata su cd. Successivamente, Andrea dà il proprio contributo a una compilation dedicata a Rino Gaetano con il brano “Escluso il cane”. Nel 1996 dà vita al suo secondo lavoro “L'albero pazzo”, pubblicato dal Consorzio produttori indipendenti.
In un brano dell'album, Chimenti duetta con David Sylvian, compositore d'avanguardia inglese che fu, tra l'altro frontman della band Japan. Appare nel film Sono pazzo di Iris Blond di Carlo Verdone cantando il brano “Black Hole” e collabora al CD tributo ad Ivano Fossati con “Una notte in Italia”. Nel 1997 “Qohelet", in collaborazione con l'attore Fernando Maraghini e nel 1998 con lo stesso Maraghini e con Maria Erica Pacileo fonda l'etichetta discografica La via dei canti e nello stesso anno esce Il cantico dei cantici, dove l'attrice Anita Laurenzi, sulle musiche di Andrea, legge l'omonimo testo biblico.
Nel 2000 debutta con lo spettacolo "Il porto sepolto" e partecipa allo spettacolo ebraico "Mazal Tov" della compagnia di "Terra di danza". Nel 2004 collabora nel cd di Gianni Maroccolo "A.C.A.U. La nostra meraviglia" cantando il brano Una prima volta, scritto con lo stesso Maroccolo e a ottobre dello stesso anno esce "Vietato morire" realizzato con Massimo Fantoni e Matteo Buzzanca.
Nell'ottobre 2005 esce il DVD "Vietato morire - Note per un film documentario", che contiene il film sulla preparazione del disco e del video de "La cattiva amante", interviste, backstage, videoclip, gallerie fotografiche, storyboard. Nel dicembre 2005 è uscita la raccolta "Voci di fiumi", in cui dodici autori si confrontano attraverso la scrittura con l'idea di fiume in tutte le sue forme, tra questi Andrea Chimenti con il racconto "Il fiume perduto". Nell'ottobre 2008 compare nel disco "Randagi da un cuore enorme", riedizione del disco "Randagi" degli italiani Malfunk, dove canta il brano "Lo giuro". Nello stesso anno esce ChimentidanzaSilenda, un cofanetto che racchiude un dvd con 14 brani danzati dalla compagnia Silenda per la regia di F. Maraghini e M. E. Pacileo e la stessa versione audio su cd con brani dagli anni Ottanta a oggi. Nel 2010 esce il disco "Tempesta di fiori" a 5 anni dal precedente album.
Nel marzo 2014 incide con The Alpha States una versione di un classico di David Bowie, Ashes to Ashes. Il videoclip del brano è uscito nel novembre 2014.
Nel maggio 2014 esce il documentario Ungaretti sul Carso per Rai 3, per il quale cura anche le musiche.
Sempre a maggio 2014 esce Yuri, un romanzo edito dalla casa editrice Zona che precede l'uscita dell'omonimo CD. Il 20 marzo 2015 esce Yuri, prodotto da Davide Andreoni e Francesco Chimenti (Sycamore Age) per Audioglobe/Santeria/Soffici Dischi.
Ad ottobre 2017 esce per la Contempo Records il live "Andrea Chimenti canta David Bowie".
Nel 2021 partecipa al brano La veglia tratto dall'album E sia dei C.F.F. e il Nomade Venerabile, al brano Canzone inutile dei PopForZombie  e al brano Come la felicità di Hesael, in qualità di artista featuring.
Il 10 agosto 2021 esce il singolo Milioni con la partecipazione di David Jackson, sassofonista dei Van der Graaf Generator. Il brano fa parte del decimo album in studio dell'artista intitolato Il deserto, la notte, il mare in uscita il 5 novembre. L'album nella sua interezza, in accordo tra casa discografica ed artista, non è stato pubblicato negli store digitali rimanendo disponibile solo nei formati fisici CD, MC, LP.
Il 2 ottobre 2021 viene insignito del Premio alla carriera durante il Meeting delle etichette indipendenti.

## Discografia

### Album
- Il deserto la notte il mare, Vrec / Audioglobe (2021)
- Andrea Chimenti canta David Bowie (Live 2017)
- Yuri, SofficiDischi/Santeria (2015)
- Tempesta di fiori, SofficiDischi/Audioglobe/Santeria (2010)
- ChimentidanzaSilenda, SofficiDischi/ Audioglobe/Santeria (2008)
- Vietato morire, Audioglobe/Santeria (2004)
- Concerto 1998, Audioglobe/Santeria (2004)
- Il porto sepolto, Audioglobe/Santeria (2002)
- Cantico dei cantici con Anita Laurenzi, Consorzio Produttori Indipendenti / Vie dei Canti (1998)
- Qohelet con Fernando Maraghini, Consorzio Produttori Indipendenti (1997)
- L'albero pazzo, Consorzio Produttori Indipendenti (1996)
- Chaka, con Beau Beste e Africa X, Consorzio Produttori Indipendenti (1993)
- La maschera del Corvo Nero ed altre storie, CGD (1992)

### Singoli
Ad occhi chiusi nel disco Endless di Fjieri (2009)
I miss you nel disco A Rose di Stefano Panunzi (2010)
Una prima volta nel disco A C.A.U. di Gianni Moroccolo (2004)
- Ti ho aspettato (I Have Waited for You) con David Sylvian, Consorzio Produttori Indipendenti (1996)
- Oceano con Patrizia Laquidara, Audioglobe/Santeria (2004)
- Sei bellissima, SofficiDischi/Santeria/Audioglobe (2010)
- Tempesta di fiori, SofficiDischi/Santeria/Audioglobe (2010)
- Vorrei incontrarti cover di Alan Sorrenti, SofficiDischi/Santeria/Audioglobe (2010)
- Feroce e inerme, SofficiDischi/Santeria/Audioglobe (2010)
- Ashes to Ashes, versione del brano di David Bowie (The Alpha States & Andrea Chimenti), RadioSpia Records (2014)
- What a Wonderful (The Alpha States & Andrea Chimenti - RadioSpia records, 2021)  Archiviato l'11 gennaio 2022 in Internet Archive.
- Milioni, Vrec (2021)
- Beatissimo, Vrec (2021)
- In eterno, Vrec (2022)

## Videografia
- Videolabile - archivio video del C.P.I. [VV AA] gennaio '94 / gennaio '96 (e... altro) (1996)
- Il Maciste (ITA 1996) VHS 71 mins ca (Ma anche in DVR self-made), produzione. Andrea Chimenti è presente con i due videoclip: 'Ti ho aspettato' in duo con David Sylvian, e 'La maschera del corvo nero'.
- Vietato Morire - Note per un film documentario in DVD nel (2005)